# Resistencia francesa

Cruz de Lorena, escogida por el general Charles de Gaulle como símbolo de la resistencia

La Resistencia francesa (en francés: La Résistance) es el conjunto de movimientos y organismos de resistencia franceses frente a la ocupación nazi de Francia y al gobierno colaboracionista de Vichy durante la Segunda Guerra Mundial.
Comprende por un lado la Resistencia exterior, que se organiza en torno al general De Gaulle a partir del 18 de junio de 1940 y que engloba a las Fuerzas Francesas Libres (en francés: Forces françaises libres, FFL), y por otro lado a los movimientos de Resistencia interior, conocida como la Resistencia (en francés: Résistance intérieure française), que van apareciendo durante el periodo de ocupación alemana y que se federarán progresivamente. La Francia Libre de De Gaulle y el conjunto de la Resistencia Interior Francesa se unen en 1942 para conformar la Francia Combatiente (en francés: France Combattante o Forces Françaises Combattantes), término que a partir de ese momento sustituye oficialmente al de Francia Libre. En 1943, se adhieren al Comité Francés de Liberación Nacional instalado en Argel, para formar el Ejército Francés de Liberación que combatirá al lado de los Aliados hasta la liberación de todo el territorio francés. La mayoría de los miembros de la Resistencia interior eran miembros o simpatizantes del Partido Comunista Francés.

## Resistencia interior
Es la forma con la que se denomina al conjunto de movimientos y canales clandestinos que continuaron la lucha contra el Eje en el territorio francés tras el armisticio del 22 de junio de 1940, hasta la liberación en 1944. La lucha consistió, por una parte, en acciones de información, sabotaje y operaciones militares contra las tropas de ocupación (mayoritariamente alemanas) y contra las fuerzas del régimen de Vichy. En muchos casos, se planeó asesinar a los colaboracionistas de la Francia de Vichy y la ocupación nazi. Por otra parte, se trataban aspectos más bien civiles y no violentos, como la existencia de una amplia prensa clandestina, la difusión de folletos, la producción de documentación falsa, la organización de huelgas y manifestaciones, la puesta en marcha de múltiples redes para el salvamento tanto de prisioneros de guerra evadidos, de refractarios al STO (Servicio de Trabajo Obligatorio) y de judíos perseguidos.
La Resistencia pudo manifestarse tanto en la ciudad como en el campo, sobre todo —para ese último— a raíz del nacimiento del maquis en la primavera de 1943 (el nombre maquis se refiere a un tipo de vegetación mediterránea, la maquia, un bosque frondoso —particularmente en Córcega— y todavía más a la expresión corsa «prendre le maquis», que significa refugiarse en el bosque para huir de las autoridades o bien de una vendetta). El ejército de las sombras reunió a hombres de todos los horizontes, expuestos a una terrorífica represión por la RSHA, el Abwehr, la Wehrmacht, así como la Milicia Francesa y la policía del Estado francés (régimen de Vichy).
Aunque la Resistencia activa y organizada nunca representó más del 2 o 3% de la población francesa, no hubiese podido sobrevivir ni desarrollarse sin innumerables complicidades populares, en particular en la época de los maquis.

### Miembros
Los resistentes fueron hombres y mujeres de todas las edades, aunque a menudo jóvenes, incluso muy jóvenes. Los estudios apuntan que, a pesar de que la Resistencia contó con auténticos personajes románticos y bohemios, la gran mayoría de ellos estaban casados, tenían un oficio y una vida de familia. Entre estos cabían universitarios, maestros, periodistas, ingenieros, eclesiásticos, militares, adolescentes de las clases medias y superiores, tanto como obreros, tenderos o artesanos. A diferencia de lo ocurrido con los partisanos yugoslavos o los italianos solo una minoría de résistants vivía a tiempo completo en una total clandestinidad.
Todas las capas sociales, todas las sensibilidades políticas, filosóficas y religiosas están representadas en el seno de la Resistencia. No obstante, los judíos, los demócrata-cristianos, los socialistas y los comunistas son los que más llenaban sus filas. Si bien la clase de los grandes empresarios está muy poco presente —a pesar de excepciones destacables (Peugeot, Michelin)—, en cambio numerosos elementos tradicionalmente conservadores, como los clérigos (católicos o calvinistas), los militares, o la aristocracia, participan de forma significativa en la lucha.
Una gran cantidad de extranjeros combatieron con los resistentes franceses: destacaron los antifascistas italianos, antinazis alemanes y republicanos españoles refugiados en Francia; inmigrantes polacos, ucranianos y armenios; judíos apátridas. Franceses o extranjeros, es de subrayar que a nivel representativo, los judíos destacaron dentro de la Resistencia, en todos los niveles de responsabilidad y en todas las formas de combate subterráneo. También se unieron muchos miembros de las milicias confederales, cenetistas y republicanos exiliados de la Guerra Civil Española.

### Reunificación de la resistencia
La Misión de Jean Moulin convocó una amplia unidad transversal de sectores de Francia anti-Vichy en operaciones clandestinas, sabotaje y diversas operaciones en unidad contra el régimen Nazi. Esta a su vez se dividió en dos grandes secciones:

#### Consejo Nacional de la Resistencia (CNR)
Promovió acciones contra la ocupación, desde la iglesia hasta judíos, demócrata cristianos, socialistas y empresarios (Peugeot o Michelin).

#### Creación de las Fuerzas Francesas del Interior (FFI)
Tenía por objetivo luchar contra el régimen de Philipe Petain, un general y político francés que decidió unirse y colaborar con el régimen Nazi y que fue jefe de Estado de la Francia de Vichy desde el 11 de julio de 1940 hasta el 25 de agosto de 1944.

## Resistencia exterior

### Fuerzas Francesas Libres (FFL)
Dentro de las Fuerzas Francesas Libres (FFL) estaban las Fuerzas Aéreas Francesas Libres (FAFL), las Fuerzas Navales Francesas Libres (FNFL), y las Fuerzas terrestres de la Francia libre (estas conocidas como Fuerzas Francesas Libre, FFL).
Las Fuerzas Francesas Libres nacieron el 1 de julio de 1940 con la creación "en papel", para las fuerzas terrestres en Gran Bretaña, de una "primera brigada de la Legión Francesa" que agrupaba a los 1.300 mítines de la Fuerza Expedicionaria de Noruega y los civiles comprometidos en la Francia libre, fuerte de 1994 hombres incluyendo 101 oficiales el 8 de julio, 2721 hombres incluyendo 123 oficiales el 15 de agosto y el nombramiento del almirante Émile Muselier como comandante de las Fuerzas Navales Francesas Libres, 882 hombres incluyendo 30 oficiales activos el 15 de julio, y comandante provisional de la Fuerza Aérea Francesa Libre: cerca de 200 aviadores volaron a Inglaterra entre 15 y el 30 de junio, tenían alrededor de 300 aviadores en Gran Bretaña y cien en el Cercano Oriente a fines de 1940.
Uno de sus principales éxitos militares fue la Batalla de Bir Hakeim, del 26 de mayo al 11 de junio de 1942 en Libia, en la que la 1er Brigada Francesa Libre, bajo el mando del general Pierre Kœnig, detuvo durante 14 días la marcha de los Afrika Korps a Suez, dando tiempo a la 8.º ejército británico a reagruparse en línea fortificada de El-Alamein, para detener allí definitivamente el avance de Rommel hacia el Canal de Suez. Esta victoria mostró a los aliados que el ejército francés acababa de renacer. De hecho, durante estos 14 días, 3.700 soldados resistieron a los 40.000 hombres de Rommel. Incluso con sus tanques, aviones y superioridad numérica, no pudieron pasar. De estos 3.700, 800 murieron o desaparecieron.
Una batalla menos conocida es la guerra en Siria y Líbano contra las fuerzas de Vichy en junio y julio de 1941.
Estas fuerzas estaban formadas por voluntarios llamados franceses libres, provenientes de todos los ámbitos de la vida y rechazando el armisticio firmado por el gobierno de Vichy.
La siguiente anécdota, contada por Pierre Clostermann, da una idea del estado mental de la época: a un comandante que le reprochó a un compañero de Clostermann por tener calcetines amarillos y un suéter amarillo debajo de su uniforme, el compañero respondió: Mi comandante, ¡soy un civil que voluntariamente viene a la guerra que los soldados no quieren hacer!
El FFL dejó de existir el primero de agosto de 1943, como resultado de su fusión con el Ejército de África comandado por Henri Giraud, continuando su lucha en las filas del ejército francés de liberación.
No se debe dejar de mencionar la gran actuación de Philippe Leclerc que encabezó el alzamiento en las colonias francesas de África con el juramento de Khufra, donde instaba a los franceses a no cesar la lucha hasta que la bandera francesa ondeara en la catedral de Estrasburgo.

## En cultura y ficción
- Adiós, muchachos, película autobiográfica de 1987 escrita, producida y dirigida por Louis Malle.
- ¿Arde París?, película de 1966 realizada por René Clément, con guion adaptado por Francis Ford Coppola y Gore Vidal.
- El ejército de las sombras, película francesa de 1969, dirigida por Jean-Pierre Melville.
- El lugar inalcanzable, novela de Claudia Amengual de 2018, que muestra a la uruguaya Susana Soca colaborando con la resistencia.[5]
- El último metro, película francesa de 1980, dirigida por François Truffaut.
- Esta tierra es mía, película de 1943, dirigida por Jean Renoir.
- La gran juerga, película franco-británica de 1966, dirigida por Gérard Oury.
- Un condenado a muerte se ha escapado, película escrita y dirigida por Robert Bresson en 1956.
- Les grandes grandes vacances, serie animada de televisión estrenada en 2015 por France 3 con 10 episodios.